# هانس، خارپشت من
هانس، خارپشت من (آلمانی: Hans mein Igel) افسانه‌ای از آلمان است که در مجموعهٔ افسانه‌های گریم با شمارهٔ KHM ۱۰۸ توسط برادران گریم گردآوری شده‌است. این داستان یکی از افسانه‌های نوع ۴۴۱ در شاخص آرنه-تامپسون-اوتر است، که به «جانوری به عنوان داماد» معروف است. این داستان به‌صورت ترکیبی از تخیل، تمثیل‌های روان‌شناختی و درون‌مایه‌هایی از ازدواج، تحول و پذیرش خود بیان شده‌است. این داستان با عنوان جک جوجه تیغی من توسط اندرو لانگ ترجمه و در کتاب پری سبز منتشر شد.

## خلاصه داستان
یک کشاورز ثروتمند و همسرش فرزندی ندارند. مرد از شدت ناراحتی با خود می‌گوید: «کاش بچه‌ای داشتم، حتی اگر خارپشت باشد!» زمان می‌گذرد و همسرش پسری به دنیا می‌آورد که از کمر به بالا خارپشت و از کمر به پایین انسان است. آن‌ها او را «هانس، خارپشت من» می‌نامند.
هانس هشت سال بر روی کاه کنار اجاق می‌خوابد، چرا که پدرش از او بیزار است. روزی از پدرش می‌خواهد که یک نی‌انبان برایش بخرد و خروسی را نعل کند تا با آن به جنگل برود. پدر که می‌خواهد از دست او خلاص شود، خواسته‌اش را انجام می‌دهد. هانس سوار بر خروسش، به جنگل می‌رود، در بالای درختی می‌نشیند، نی‌انبان می‌نوازد و خوک‌ها و خرها را برای سال‌ها چوپانی می‌کند.

### معامله با پادشاهان
روزی پادشاهی در جنگل گم می‌شود و صدای نی‌انبان هانس را می‌شنود. هانس پیشنهاد می‌دهد که اگر پادشاه قول دهد نخستین کسی که در بازگشت به خانه به استقبالش می‌آید را به او بدهد، راه خروج را نشانش خواهد داد. پادشاه موافقت می‌کند، اما سعی دارد با فریب دادن هانس و نوشتن پیمانی دروغین، از زیر قولش در برود. زمانی که پادشاه به قصر بازمی‌گردد، دخترش نخستین کسی است که به استقبالش می‌آید.
هانس همچنان در جنگل می‌ماند. مدتی بعد پادشاهی دیگر نیز در جنگل گم می‌شود. این بار نیز هانس پیشنهاد مشابهی می‌دهد و پادشاه دوم با صداقت پذیرفته و قرارداد واقعی را امضا می‌کند. در بازگشت، تنها دختر پادشاه دوم به استقبالش می‌آید و به پدرش قول می‌دهد که با هانس ازدواج خواهد کرد.

### انتقام و ازدواج
هانس ابتدا به قصر پادشاه اول می‌رود و خواستار عروسش می‌شود. پادشاه مجبور به تحویل دختر می‌شود. هانس در میان راه، دختر را مجبور می‌کند که لباس‌هایش را درآورد، سپس با خارهای خود او را خونین می‌کند و در خجالت و رسوایی به خانه بازمی‌گرداند.
سپس، هانس به قصر پادشاه دوم می‌رود. این بار شاهزاده‌خانم با رضایت و وفاداری به قول پدرش با هانس ازدواج می‌کند. شب ازدواج، هانس به شاه دستور می‌دهد آتشی بزرگ روشن کند و چهار سرباز را برای نگهبانی بیرون اتاق بگمارد. او پوست خارپشتی خود را درمی‌آورد و به آتش می‌اندازد. پوست می‌سوزد، اما هانس کاملاً سیاه می‌شود.
پزشکان، بدن او را با روغن و آب پاک می‌کنند و هانس به شکل یک جوان خوش‌قیافه درمی‌آید. او و شاهزاده‌خانم سال‌ها با خوشبختی زندگی می‌کنند. هانس بعدها نزد پدرش بازمی‌گردد، او را به قصر می‌برد و با هم در قلمرو پادشاهی تازه زندگی می‌کنند.

## شخصیت‌ها
- هانس، خارپشت من – پسری نیمه انسان-نیمه خارپشت با چهره‌ای عجیب اما باهوش، وفادار و مصمم.
- کشاورز – پدر هانس، که از فرزند عجیب‌الخلقه‌اش متنفر است.
- همسر کشاورز – مادر هانس، زنی مهربان و صبور.
- پادشاه اول – مردی فریبکار که وعده‌اش را می‌شکند و هانس را می‌فریبد.
- پادشاه دوم – پادشاهی راستگو که به قول خود وفادار می‌ماند.
- شاهزاده اول – دختری که از ازدواج با هانس امتناع می‌کند و مجازات می‌شود.
- شاهزاده دوم – دختری باوفا که به وعده‌اش عمل می‌کند و در نهایت هانس را نجات می‌دهد.

## تحلیل
داستان «هانس، خارپشت من» نمونه‌ای از داستان‌های کلاسیک تحول شخصیت و رهایی از نفرین است. در این افسانه، پوست حیوانی نماد پوستهٔ روانی و حفاظتی است که شخصیت اصلی باید برای رسیدن به بلوغ واقعی از آن رها شود.

### گونه‌شناسی
این افسانه نمونه‌ای از نوع ATU 441 است که در آن شخصیت اصلی موجودی نیمه‌حیوان-نیمه‌انسان است و با ازدواج با انسانی واقعی، به شکل انسانی کامل درمی‌آید. نمونه‌های مشابه در دیگر فرهنگ‌ها شامل داستان‌هایی با شوهر خوکی، جوجه‌تیغی، یا گراز هستند.

### نمادها
- پوست خارپشتی – نماد زخم‌ها و موانع روانی یا جسمانی.
- خروس – نماد حرکت، تولد دوباره، یا پیروزی.
- نی‌انبان – نماد خلاقیت، هنر، و صدای درونی.
- آتش – نماد پالایش و دگرگونی.

## نسخه‌های مشابه
داستان‌های مشابهی در فرهنگ‌های اسلاوی، بالتیک، اسکاندیناوی و حتی آمریکای شمالی یافت شده‌اند که در آن‌ها شخصیت اصلی موجودی غیرعادی یا جادویی است که با گذر از آزمون‌هایی به انسان تبدیل می‌شود.

## در رسانه‌ها
- این داستان در مجموعه‌های تلویزیونی مانند The StoryTeller جیم هنسن و همچنین در کتاب‌های کودک بازنویسی شده‌است.
- شخصیت "دونی" در سریال The Witcher (ویچر) از این افسانه الهام گرفته شده‌است.

## نگارخانه

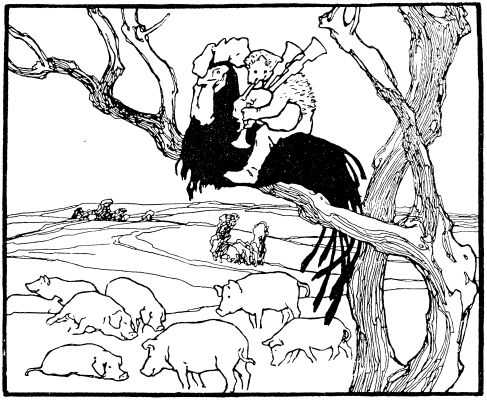
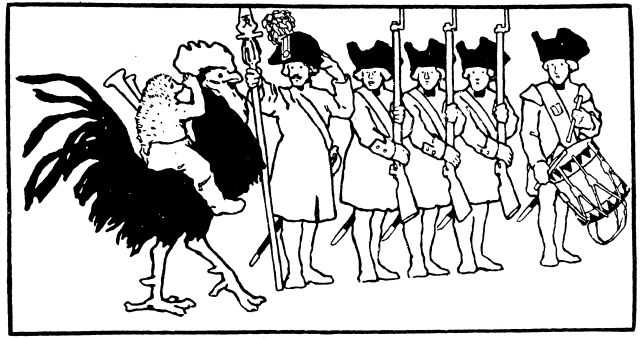